# Traité de paix et d'amitié entre l'Inde et le Népal
Pour les articles homonymes, voir Traité de paix et d'amitié.

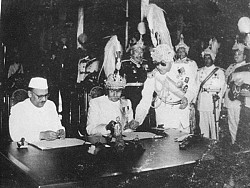
Le dernier premier ministre du Népal, Mohan Shamsher Jang Bahadur Rana et l'ambassadeur d'Inde au Népal, Chandeshwar Prasad Narayan Singh signant le traité, le 31 juillet 1950.

Le traité Inde-Népal de paix et d'amitié (nom officiel, anglais : Treaty of Peace and Friendship Between The Government of India and The Government of Nepal) est un traité bilatéral signé le 31 juillet 1950 entre le royaume du Népal et l'Inde, établissant une stratégie de proche relation entre les deux états voisins d'Asie du Sud. Le traité est signé à Katmandou le 31 juillet 1950 par le dernier Rana Premier ministre du Népal Mohan Shamsher Jang Bahadur Rana et l'ambassadeur d'Inde au Népal, Chadreshwar Narayan Singh. Il vient en force, le même jour que l'Article 9 du Traité. Le gouvernement de Rana au Népal, se termine juste 3 mois après que ce traité soit signé. Le traité permet des mouvements libres des personnes et biens entre les deux nations, ainsi qu'une relation proche et une collaboration en matière de défense et politique étrangère. Après une tentative avortée en 1952 du Parti communiste du Népal de prendre le pouvoir avec des appuis chinois, l'Inde et le Népal avancent sur la coopération militaire et stratégique sous les termes du traité, et l'Inde envoie une mission militaire au Népal.

## Contexte
À la fin de l'année 1950, le roi Tribhuvan assisté par l'Inde prennent le pouvoir au premier ministre Rana et établit un gouvernement dans lequel, les Ranas et des personnes du parti du congrès du Népal (parti dirigé par B.P. Koirala et notamment modelé à l'image du Parti du congrès Indien.

## Critiques
Pour Pushpa Kamal Dahal, il s'agit d'un traité inégal dans la continuité des traités inégaux du XIXe siècle à l'époque où l'Inde était sous le contrôle de l'Empire britannique .